# マウス肝炎ウイルス
マウス肝炎ウイルス（マウスかんえんウイルス、Mouse hepatitis virus:MHV）とはコロナウイルス科コロナウイルス属に属するウイルスの1種。
マウス肝炎ウイルスは特に実験室コロニーにおいて高い死亡率と伝染力を示すマウスの疾病を引き起こすウイルスである。）SARS-CoV発見以前は、マウス肝炎ウイルスはin vivo、in vitro、分子レベルの研究において最も研究されていたコロナウイルスであった。マウス肝炎ウイルスの幾つかの株では多発性硬化症のモデルマウスに進行性脱髄性脳炎を引き起こす。特に動物の病気や人獣共通感染症に関心を持つウイルス学者によって動物のコロナウイルスの病原性の解明に焦点を当てた研究が取り組まれている。